# Yoshi's New Island
Yoshi's New Island est jeu vidéo de plates-formes développé par Arzest et édité par Nintendo sur Nintendo 3DS. Le jeu est sorti le 14 mars 2014 en Europe et en Amérique du Nord, le 21 mars 2014 en Australie et le 24 juillet 2014 au Japon.

## Scénario
L'histoire se passe après les événements de Super Mario World 2: Yoshi's Island, Yoshi's Island DS et Yoshi Touch and Go, après que Yoshi et ses amis aient réussi à vaincre Bébé Bowser et à sauver Bébé Luigi. La cigogne repart avec Bébé Mario et Bébé Luigi pour les amener à leurs parents. Une fois arrivée à destination, la cigogne se rend compte qu'elle s'est trompée d'adresse et repart sur le champ avec les bébés. Mais sur la route qui doit les mener à leurs vrais parents, Kamek enlève à nouveau Bébé Luigi et la cigogne, tandis que Bébé Mario tombe et atterrit sur l'Ile Œuf, que Bébé Bowser a conquis. Les Yoshis, habitant sur l'île, trouvent Bébé Mario et décident de l'aider à retrouver son frère dans une nouvelle aventure.

## Système de jeu
Le jeu reprend le même système que ces prédécesseurs Super Mario World 2: Yoshi's Island et Yoshi's Island DS. Yoshi doit transporter Bébé Mario pour aller sauver son frère Bébé Luigi, enlevé par Kamek. Yoshi peut avaler des ennemis et ainsi pondre un œuf qu'il peut ensuite lancer cet œuf sur des ennemis ou sur des mécanismes pour les activer. Yoshi peut aussi faire une charge au sol, appelée Attaque Rodéo une attaque fréquemment utilisé dans les jeux de la série Super Mario depuis Super Mario 64.
La grande nouveauté de cet épisode est le fait de pouvoir gober des ennemis géants et pondre des œufs géants (bien que cela était déjà possible dans ses prédécesseurs, en avalant des Maskass obèses). Yoshi peut les lancer et détruire de gros objets ou des tuyaux bloquant le passage. Il existe aussi des Maskass géants métalliques donnant des œufs géants métalliques. Avec ces œufs, il est possible d'aller sous l'eau et les faire rouler pour détruire des parties du décor.

### Monsieur Bontuyau/Mario
Monsieur Bontuyau est un tuyau vivant qui se déplace et qui aide Yoshi et Bébé Mario dans leur aventure en leur donnant divers bonus. Il s'agit en fait de Mario (homologue adulte de Bébé Mario issue de la série Super Mario) venu du futur, déguisé en tuyau vert afin d’arrêter le Bowser de son époque et de permettre à Yoshi et à son homologue bébé de sauver Bébé Luigi (homologue bébé de Luigi, le frère de Mario). À la fin du jeu, Mario enlève son déguisement de tuyau et retourne à son époque. C'est le second jeu dans lequel Mario voyage dans le temps à l'époque de son enfance, le premier étant Mario et Luigi : Les Frères du temps.

## Contenu
En plus de l'aventure principale, le jeu contient six mini-jeux jouables à deux en local.

## Développement
Le jeu a été annoncé en avril 2013 via un Nintendo Direct. Le jeu a été jouable pour la première fois à l'E3 2013. La date de sortie américaine a été dévoilée le 10 janvier 2013 et la date européenne le 23 janvier 2013,.